# Réjean Ducharme
Réjean Ducharme (Saint Felix de Valois, Quebec, 12 d'agost de 1941 - Mont-real, 21 d'agost de 2017) fou escriptor, dramaturg i escultor quebequès.
Feu estudis a la ciutat de Joliette i a Mont-real. Més tard s'allistà a l'aviació canadenca que l'envià de maniobres al Grand Nord el 1962. Els tres anys següents els passà viatjant pel Canadà, els Estats Units i Mèxic. Havent tornat al Canadà, treballà com a corrector al diaris Matin i Québec Presse, feina que alternà amb la de taxista.
El 1966 publicà el seu primer treball, i potser el més reconegut de tota la seva obra, L'Avalée des avalées. Els textos d'aquest llibre inspiraren la pel·lícula Léolo, (1992), de Jean Claude Lauzon. La novel·la guanyà el Premi del Governador General, (Prix Gouverneur Générale). L'any següent, (1967), publica la seva segona novel·la, Le Nez qui voque, que aconsegueix guanyar el Premi de la Província del Quebec, (Prix du Province du Québec). El 1968 fa la seva primera incursió en el món de la dramatúrgia escrivint l'obra de teatre Le Cid Maghané. Continua el seu treball literari publicant les novel·les L'Océantume, (1968), La Fille de Christophe Colomb, (1969), i una altra obra de teatre, Le Marquis qui perdit (1969).
Després d'un període d'inactivitat literària de 5 anys, tornà a publicar el 1974. És la novel·la L'Hiver de force, que el va fer mereixedor del premi Canadà-Bèlgica, (Prix Canada-Belgique). El 1976 va publicar Les Enfantômes, obra que va ser premiada amb el Premi Quebec-Paris, (Prix Québec-Paris). En aquesta època va combinar la seva tasca literària amb escriure les lletres de les cançons del cantant canadenc Robert Charlebois.
El 1978 va escriure el guió de la pel·lícula Les Bons Débarras, de Francis Mankiewitz. Per a aquest director va tornar a escriure el guió de la pel·lícula Les Beaux Souvenirs, l'any 1981. El 1982 va escriure una altra obra de teatre, Ha, ha..., treball que el va fer guanyar per segon cop el Premi del Governador General i a l'any següent un altre premi, el del diari Journal de Montréal.
Es produí un altre període de silenci literari que es trencà el 1990 quan li va ser concedit el premi Gilles Corbeil (Prix Gilles Corbeil) pel conjunt de la seva obra. El 1991 publicà Dévadé novel·la amb què també va guanyar un premi, l'Alexandre-Vialatte (Prix Alexandre-Vialatte). Pel conjunt dels seus treballs literaris va ser guardonat el 1994 amb el premi Athanase-David, (Prix Athanase-David). El 1999 li va ser atorgat el Gran Premi Nacional de les Lletres del Ministeri francès de Cultura.
Réjean Ducharme fou un home extremadament tímid que sempre s'ha negat a concedir entrevistes i només es tenen tres fotografies públiques d'ell. En tots els seus anys de carrera mai ha concedit una entrevista ni ha parlat en públic, cosa que fa molt difícil saber quina és la seva forma de treballar o la seva inspiració.
L'Avalée des avalées va ser traduïda al català l'any 2018 per Susanna Fosch, amb el títol L'engolida dels engolits.

## Obra
- L'Avalée des avalés (Gallimard, 1966)
- Le Nez qui voque (Gallimard, 1967)
- L'Océantume (Gallimard, 1968)
- La Fille de Christophe Colomb (Gallimard, 1969)
- L'Hiver de force (Gallimard, 1973)
- Les Enfantômes (Gallimard, 1976)
- Dévadé (Lacombe, 1991)
- Va savoir (Gallimard, 1994)
- Gros Mots (Gallimard, 1999)

## Obres teatrals
- Le Cid maghané (1968) (no publicada)
- Le Marquis qui perdit (1969) (no publicada)
- Ines Pérée et Inat Tendu (1976)
- Ha ha!... (1982)